# Sainte-Foy-l'Argentière
Sainte-Foy-l'Argentière is een gemeente in het Franse departement Rhône (regio Auvergne-Rhône-Alpes). De plaats maakt deel uit van het arrondissement Lyon. Sainte-Foy-l'Argentière telde op 1 januari 2022 1.292 inwoners.

## Geografie
De oppervlakte van Sainte-Foy-l'Argentière bedroeg op 1 januari 2022 1,54 vierkante kilometer; de bevolkingsdichtheid was toen 839 inwoners per km².

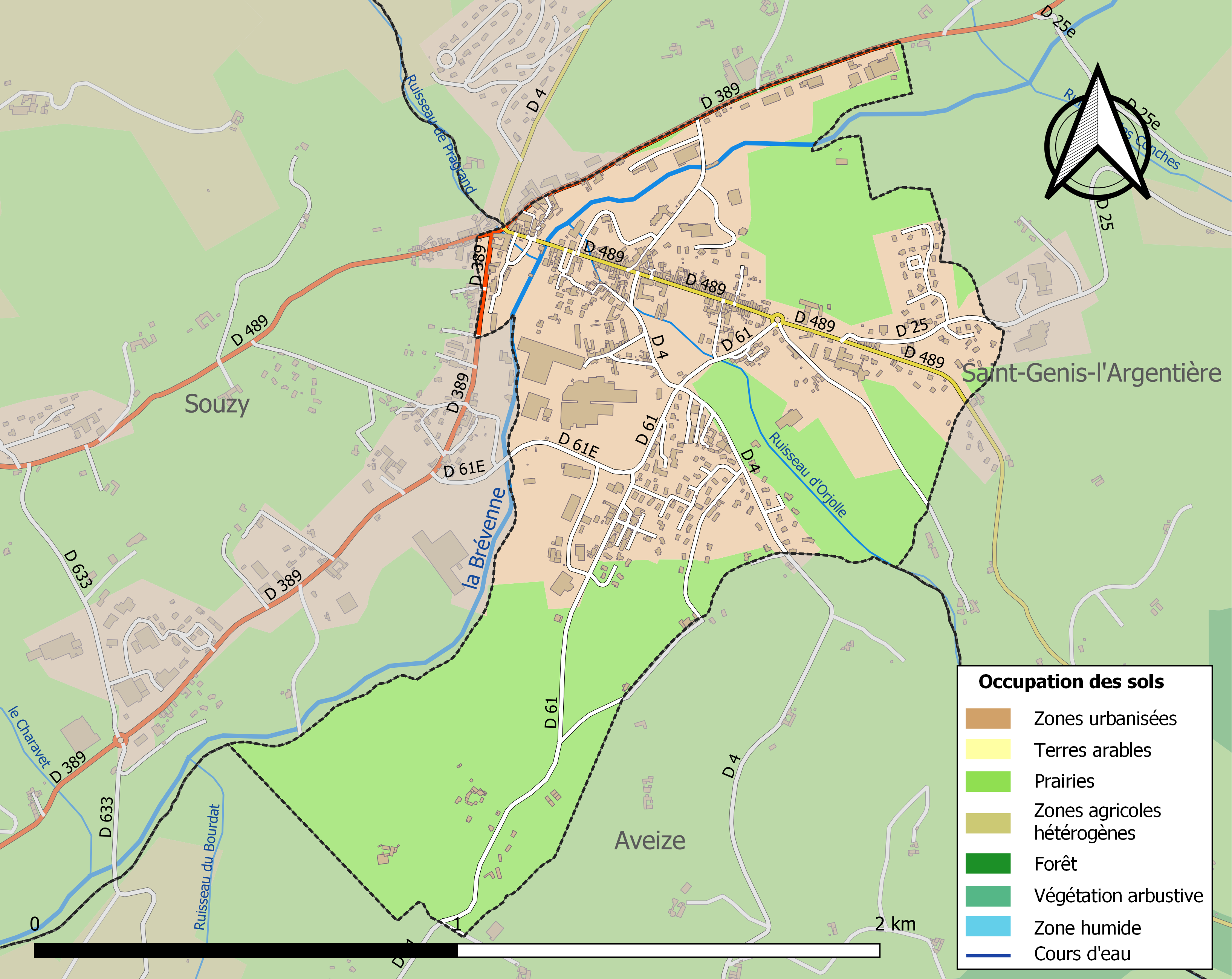
Kaart van de gemeente met de belangrijkste infrastructuur, bodemgebruik en omliggende gemeenten

## Demografie
Onderstaande figuur toont het verloop van het inwonertal (bron: INSEE-tellingen).